# Ацетилацетонат иттрия
Ацетилацетона́т и́ттрия — органическое вещество, хелатное соединение металла иттрия с формулой Y(С5H7O2)3. При нормальных условиях представляет собой белое твёрдое вещество, хорошо растворимое в воде и органических растворителях.

## Получение
- Взаимодействие водных растворов солей иттрия с спиртовым раствором ацетилацетона:

{\displaystyle {\mathsf {YCl_{3}+3C_{5}H_{8}O_{2}\ {\xrightarrow {C_{2}H_{5}OH,pH=6,2}}\ Y(C_{5}H_{7}O_{2})_{3}+3HCl}}}

## Физические свойства
Ацетилацетонат иттрия образует белое твёрдое вещество, с плотностью 1,403 г/см3, хорошо растворяется в воде, эфирах, сероуглероде, тетрахлорметане, бензоле и т.д. Плавится при 133 °C.

## Химические свойства
Образует многочисленные аддукты: